# Грінін Сергій Анатолійович
Сергій Анатолійович Грінін (рос. Сергей Анатольевич Гринин; 2 березня 1986, Пенза, РРФСР — 29 жовтня 2023, Авдіївка, Україна) — російський військовик, старшина ЗС РФ. Герой Російської Федерації.

## Біографія
Навчався в Пензенській середній загальноосвітній школі №66, в 2001-2004 роках — в професійному ліцеї №3 за спеціальністю електромонтера з ремонту і обслуговування електрообладнання. В 2004 році був призваний в ЗС РФ, служив в ПДВ. В 2006 році підписав контракт і був зарахований в 3-ю окрему бригаду спецпризначення. Учасник збройного конфлікту на Північному Кавказі, анексії Криму та інтервенції в Сирію. З 24 лютого 2022 року брав участь у вторгненні в Україну, заступник командира групи спецпризначення своєї бригади. Загинув у бою.

## Нагороди
- Медаль «За бойові заслуги» — нагороджений двічі.
- Медаль «За військову доблесть» 2-го ступеня
- Медаль «За повернення Криму»
- Медаль «Учаснику військової операції в Сирії»
- Орден Мужності — нагороджений двічі (28 липня 2016 і 11 березня 2023).
- Медаль «За відвагу» (28 жовтня 2022)
- Медаль «Учаснику спеціальної військової операції»
- Звання «Герой Російської Федерації» (15 лютого 2024, посмертно) — «за мужність і героїзм, проявлені під час виконання військового обов'язку.»